# Gino Jacoponi
Gino Jacoponi (Livorno, 28 dicembre 1899 – Livorno, 11 febbraio 1972) è stato un calciatore italiano, di ruolo attaccante.
Era chiamato anche Jacoponi II per distinguerlo da Bruno, anch'egli calciatore del Livorno.

## Carriera

Calciatore d'Audax Italiano, Cile.

Con il Livorno disputò 20 gare con 9 reti nel campionato di Prima Divisione 1922-1923. Fu tra i primi calciatori italiani a migrare in Sudamerica, insieme al fratello: giocò infatti in Cile, con l'Audax Italiano. Gino partecipò alla prima edizione del campionato nazionale cileno, segnando anche un gol nella prima partita della storia della Primera División, il 3-1 dell'Audax Italiano sul Morning Star.